# Стела

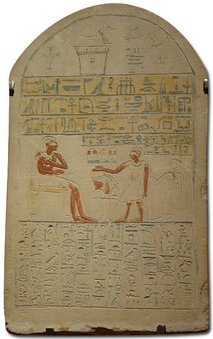
Погребальна стела з Давнього Єгипту

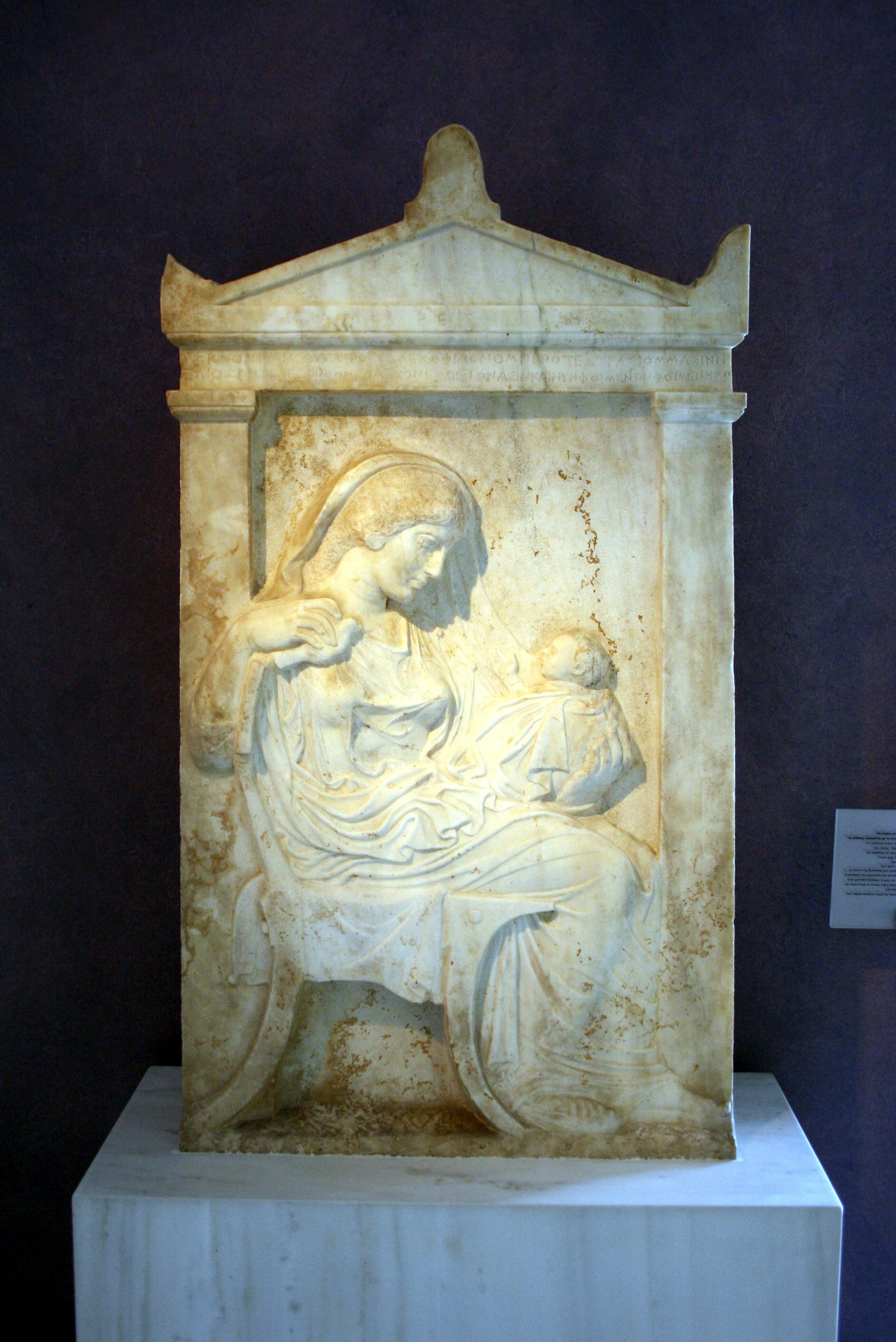
Стела Амфарети, зображеної із онуком, якому показує птаха, Археологічний музей Керамікос

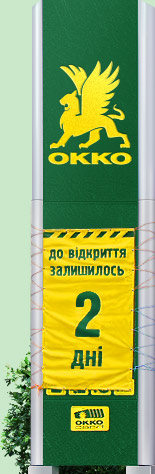
Стела на автозаправному комплексі в Україні

Сте́ла (грец. στήλη) — кам'яна, мармурова, гранітна або дерев'яна плита з висіченими на ній текстами або зображеннями. Встановлюється як поховальний або пам'ятний знак.
Не варто плутати з обеліском — найчастіше стовпом або конусоподібною колоною.

## Історія
У Китаї стели були популярними впродовж багатьох століть його історії. Їх зводили як релігійні організації, так і імператори, а в наші дні — за державними та громадськими ініціативами. Найважливіші, особливо імператорські, стели часто встановлювались на спинах кам'яних черепах, яких називають «гуйфу» або «бісі». У давній китайській столиці Сіань велика кількість стел експонується в музеї, відомому як Ліс стел.
У Стародавній Греції стелами називались кам'яні або мармурові стовпи, які служили або як надгробні пам'ятники, або як плити для вирізування державних документів, могли позначати межу. Надгробні стели бували або без прикрас, або з простим орнаментом, з присвятними написами, із зображеннями покійних у фарбах або рельєфі, групами або у вигляді окремих фігур. Стела найпростішого виду являє собою мармурову плиту або колону з візерунковим орнаментом по краях і написом; нерідко вирізувались зображення двох розеток. Як теми для рельєфних зображень бралися або епізоди повсякденного життя, або сцени передсмертного розставання, або бенкетні сцени.
Численні зразки давньогрецьких стел, що дійшли до нас, становлять значний інтерес не тільки за своїм змістом, але і за мистецьким виконанням. Хоча вони вийшли з-під різців другорядних скульпторів, навіть ремісників, однак у них відбивається вплив першокласних скульпторів. Найкращі екземпляри знаходяться в Афінах і зберігаються або на місцях, або в Національному афінському музеї та Музеї Керамікосу. Написи на могильних стелах складалися з імені покійного, імені його батька, назви області або дему; при імені жінки згадувалося й ім'я її чоловіка. Трапляються й метричні написи, але довгі і старанно складені надгробки рідкісні.

## Відомі стели
- Звід законів Хаммурапі
- Розетський камінь
- Палермський камінь
- Лемноська стела
- Тирські стели з нижнього Амуру
- Стела Квангетхо

## Рекламні стели
Стела — рекламна конструкція. Встановлюється поблизу будівель, місць скупчення людей, перехресть транспортних потоків. Конструкція, найчастіше з металу, на бетонній основі з полями для рекламної інформації.
Розміри та вигляд стели характеризують її призначення. У разі використання стели для підвищення іміджу та значення організації, як правило встановлюють високу конструкцію, помітну вже зі 100 — 150 м. У разі встановлення стел для поширення організаціями зовнішньої реклами часто використовують стели єдиного формату для використання однакових рекламних постерів на всіх конструкціях компанії-поширювача зовнішньої реклами. Висота таких стел рідко перевищує 3 м, а площа рекламного поля 2 м.